# Lijst van dance-artiesten en -groepen
Dit is een overzicht van internationaal bekende dance-artiesten en dance-groepen.
| Artiest / dj                 | Genre                                     | Land                | Periode            |
| ---------------------------- | ----------------------------------------- | ------------------- | ------------------ |
| 2 Brothers on the 4th Floor  | Eurodance                                 | Nederland           | 90                 |
| 2 Fabiola                    | Dance                                     | België              | 90                 |
| 2 Unlimited                  | Eurodance                                 | Nederland/België    | 90                 |
| 4hero                        | Rave/Drum-'n-bass/Future jazz             | Nederland           | 00                 |
| 4 Strings                    | Trance                                    | Nederland           | 00                 |
| 808 State                    | Acidhouse/House                           | Verenigd Koninkrijk | 80, 90 en 00       |
| A                            |                                           |                     |                    |
| Ace of Base                  | Pop/house                                 | Zweden              | 90                 |
| Afterlife                    | Balearic beat                             | Verenigd Koninkrijk | 90, 00 en 10       |
| Alcazar                      | Disco                                     | Zweden              | 00                 |
| A Guy Called Gerald          | House/Drum-'n-bass                        | Verenigd Koninkrijk | 80, 90 en 00       |
| A Man Called Adam (danceact) | Deephouse/Balearic Beat                   | Verenigd Koninkrijk | 80, 90, 00 en 10   |
| Aqua                         | Eurodance                                 | Denemarken          | 90                 |
| Air (Franse band)            | Triphop/Lounge                            | Frankrijk           | 90, 00 en 10       |
| Aphex Twin                   | Acidhouse/Ambient/Intelligent dance music | Verenigd Koninkrijk | 90, 00 en 10       |
| Armand Van Helden            | House                                     | Verenigde Staten    | 90 en 00           |
| Armin van Buuren             | Trance                                    | Nederland           | 90, 00 en 10       |
| ATB                          | Trance                                    | Duitsland           | 90 en 00           |
| Audio Bullys                 | Electronic Music                          | Verenigd Koninkrijk | 00 en 10           |
| Autechre                     | Intelligent dance music                   | Verenigd Koninkrijk | 90, 00 en 10       |
| B                            |                                           |                     |                    |
| Barthezz                     | Trance                                    | Nederland           | 00                 |
| Basement Jaxx                | House                                     | Verenigd Koninkrijk | 90, 00 en 10       |
| Bastian                      | Electronic Music                          | Nederland           | 00                 |
| Benny Benassi                | House                                     | Italië              | 00                 |
| Blank & Jones                | Trance                                    | Duitsland           | 90                 |
| Blondes                      | Deephouse                                 | Verenigde staten    | 10                 |
| Bob Sinclar                  | French House                              | Frankrijk           | 00                 |
| Bomb The Bass                | Triphop/Breakbeat                         | Verenigd Koninkrijk | 80 en 90           |
| Bomfunk MC's                 | Big Beat                                  | Finland             | 00                 |
| Booka Shade                  | Elektrohouse                              | Duitsland           | 90 en 00           |
| Boys Noize                   | Elektrohouse                              | Duitsland           | 00 en 10           |
| Brooklyn Bounce              | Eurodance/Hardtrance                      | Duitsland           | 90                 |
| BT                           | Electronic Music                          | Verenigde Staten    | 90, 00 en 10       |
| C                            |                                           |                     |                    |
| Cappella                     | Eurodance                                 | Italië              | 80 en 90           |
| Captain Jack                 | Eurodance                                 | Duitsland           | 90                 |
| Cassius                      | French House                              | Frankrijk           | 90, 00 en 10       |
| Cerrone                      | Eurodisco                                 | Frankrijk           | 70,80,90,00        |
| Coldcut                      | House/Triphop/Big beat                    | Verenigd Koninkrijk | 80,90 en 00 Corona |
| Chemical Brothers            | Big beat                                  | Verenigd Koninkrijk | 90, 00 en 10       |
| Corona                       | Eurodisco                                 | Italië              | 90                 |
| D                            |                                           |                     |                    |
| DAAN                         | Elektro                                   | België              | 00 en 10           |
| Daft Punk                    | French House                              | Frankrijk           | 90, 00 en 10       |
| Dannii Minogue               | Pop                                       | Australië           | 90 en 00           |
| Darude                       | Dance                                     | Finland             | 00                 |
| David Guetta                 | French House                              | Frankrijk           | 00 en 10           |
| Dee Dee                      | Vocal Trance                              | België              | ?                  |
| Deep Dish                    | Ibiza House                               | Verenigde Staten    | 90, 00 en 10       |
| Deepest Blue                 | Electronic/Dance                          | Verenigd Koninkrijk | 00                 |
| Dirty Vegas                  | House                                     | Verenigde Staten    | 00                 |
| DJ Boozywoozy                | House                                     | Nederland           | 90 en 00           |
| DJ Djax                      | acid/techno/house                         | Nederland           | 90, 00 en 10       |
| DJ Tomcraft                  | Hardtrance                                | Duitsland           | 00                 |
| DJ Wout                      | Trance                                    | België              | 00                 |
| Driftwood                    | Trance                                    | Nederland           | 00                 |
| Dr. Alban                    | Eurodance                                 | Zweden              | 90                 |
| DJ Zany                      | HardStyle                                 | Nederland           | 00                 |
| Dr. Kucho!                   | House                                     | Spanje              | 00                 |
| E                            |                                           |                     |                    |
| Eric Morillo                 | House                                     | Verenigde Staten    | 90, 00 en 10       |
| Eric Prydz                   | House                                     | Zweden              | 00                 |
| Erick E                      | ?                                         | Nederland           | 00                 |
| F                            |                                           |                     |                    |
| Faithless                    | House/Trance/Triphop                      | Verenigd Koninkrijk | 90, 00             |
| Fedde le Grand               | House                                     | Nederland           | 00                 |
| Felix                        | Retro-House                               | Verenigde Staten    | ?                  |
| Felix da Housecat            | House/Electroclash                        | Verenigde Staten    | 90, 00 en 10       |
| Ferry Corsten                | Trance                                    | Nederland           | 90, 00 en 00       |
| Filterheadz                  | Techno                                    | België              | ?                  |
| Flesh & Bones                | Trance                                    | België              | 00                 |
| Fragma                       | ?                                         | Duitsland           | 00                 |
| Freemasons                   | House                                     | Verenigd Koninkrijk | 00                 |
| Freestylers                  | Big beat/Breakbeat                        | Verenigd Koninkrijk | 00                 |
| Futureshock                  | Progressive house                         | Verenigd Koninkrijk | 00                 |
| G                            |                                           |                     |                    |
| Gigi d'Agostino              | Italo House                               | Italië              | 00                 |
| Groove Armada                | House                                     | Verenigd Koninkrijk | 90, 00 en 10       |
| Groove Coverage              | Trance                                    | Duitsland           | 00                 |
| H                            |                                           |                     |                    |
| Haddaway                     | Eurodance                                 | Duitsland           | 90                 |
| Hardfloor                    | Acidhouse/Techno                          | Duitsland           | 90, 00 en 10       |
| Hardwell                     | House                                     | Nederland           | 00 en 10           |
| I                            |                                           |                     |                    |
| Ian Van Dahl                 | Eurodance                                 | België              | 90 en 00           |
| IIO                          | House                                     | Verenigde Staten    | 00 en 10           |
| J                            |                                           |                     |                    |
| Joey Negro                   | House                                     | Verenigd Koninkrijk | 90 en 00           |
| Jamiroquai                   | Funk/Disco                                | Verenigd Koninkrijk | 90 en 00           |
| Jan Wayne                    | ?                                         | Duitsland           | ?                  |
| Jaybee                       | ?                                         | Zwitserland         | 00                 |
| Jazzanova                    | Future Jazz/Lounge                        | Duitsland           | 00 en 00           |
| Jes                          | Trance                                    | Verenigde Staten    | ?                  |
| Johan Gielen                 | Trance                                    | Nederland           | 00                 |
| Jonny L                      | Drum-'n-bass                              | Nederland           | 90, 00 en 10       |
| Jordan & Baker               | Trance                                    | Verenigde Staten    | ?                  |
| Junior Jack                  | House                                     | België              | 00                 |
| Junior Senior                | House                                     | Denemarken          | 00                 |
| Jurgen Vries                 | ?                                         | Verenigd Koninkrijk | 00                 |
| K                            |                                           |                     |                    |
| Kai Tracid                   | Trance                                    | Duitsland           | ?                  |
| Kate Ryan                    | Eurodance                                 | België              | 00                 |
| Kraftwerk                    | Electronic                                | Duitsland           | 70, 80, 90 en 00   |
| L                            |                                           |                     |                    |
| La Bouche                    | Eurodance                                 | Duitsland           | 90                 |
| Laidback Luke                | ?                                         | Nederland           | ?                  |
| Lasgo                        | Eurodance                                 | België              | 00                 |
| Layo & Bushwacka             | Progressive house                         | Verenigd Koninkrijk | 90 en 00           |
| Lee Cabrera                  | ?                                         | Verenigde Staten    | ?                  |
| Lichtenfels                  | Trance                                    | Duitsland           | ?                  |
| Lady bee                     | House                                     | Nederland           | 00                 |
| M                            |                                           |                     |                    |
| Madison Avenue               | ?                                         | Verenigde Staten    | ?                  |
| Martin Solveig               | House                                     | Frankrijk           | 00                 |
| Massive Attack               | Triphop                                   | Verenigd Koninkrijk | 90, 00 en 10       |
| Master Blaster               | Dance                                     | Duitsland           | ?                  |
| Masters at Work              | House                                     | Verenigde Staten    | 90 en 00           |
| Mauro Picotto                | Trance/Techno/House                       | Italië              | 90 en 00           |
| Max Graham                   | House                                     | Verenigd Koninkrijk | ?                  |
| Megara vs. Dj Lee            | Hardtrance                                | Duitsland           | ?                  |
| Milk Inc.                    | Dance                                     | België              | 90 en 00           |
| Milk & Sugar                 | House                                     | Duitsland           | ?                  |
| Minimalistix                 | ?                                         | België              | 00                 |
| Mirwaïs                      | French House                              | Frankrijk           | 90                 |
| Miss Kittin                  | Electroclash/Techno                       | Frankrijk           | 90 en 00           |
| Modern Talking               | Eurodance/Eurodisco                       | Duitsland           | 80, 90 en 00       |
| Modjo                        | French House                              | Frankrijk           | 00                 |
| Motorcycle                   | Trance                                    | Verenigde Staten    | 00                 |
| Moloko                       | Triphop/House                             | Verenigd Koninkrijk | 90 en 00           |
| Morcheeba                    | Triphop/House                             | Verenigd Koninkrijk | 90 en 00           |
| Mylo                         | House                                     | Verenigd Koninkrijk | 00                 |
| N                            |                                           |                     |                    |
| Narcotic Thrust              | ?                                         | Verenigd Koninkrijk | 00                 |
| Nicky Romero                 | House                                     | Nederland           | 10                 |
| Niels van Gogh               | Trance                                    | Duitsland           | 90                 |
| O                            |                                           |                     |                    |
| Orbital                      | Techno/Trance                             | Verenigd Koninkrijk | 90, 00 en 10       |
| P                            |                                           |                     |                    |
| Pakito                       | Hardtrance                                | Frankrijk           | 00                 |
| Paul Oakenfold               | House/Trance                              | Duitsland           | 90, 00 en 10       |
| Paul van Dyk                 | Trance                                    | Duitsland           | 90, 00 en 10       |
| Pendulum                     | Drum-'n-bass                              | Australië           | 00 en 10           |
| Phats & Small                | House                                     | Verenigd Koninkrijk | 90 en 00           |
| Photek                       | Drum-'n-bass                              | Verenigd Koninkrijk | 90, 00 en 10       |
| Portishead                   | Triphop                                   | Verenigd Koninkrijk | 90 en 00           |
| Praga Khan                   | Techno                                    | België              | 90 en 00           |
| R                            |                                           |                     |                    |
| Rank 1                       | Trance                                    | Nederland           | 00                 |
| Real Booty Babes, The        | DanceCore                                 | Duitsland           | 00                 |
| Red Carpet                   | ?                                         | België              | 00                 |
| Richie Hawtin                | Techno/Minimal                            | Canada              | 90, 00 en 10       |
| Robert Miles                 | Dreamhouse                                | Zwitserland         | 90                 |
| Robbie Rivera                | Progressive                               | Verenigde Staten    | ?                  |
| Roni Size                    | Drum-'n-bass                              | Verenigd Koninkrijk | 90, 00 en 10       |
| Rocco vs. Bass-T             | DanceCore / Hands-Up                      | Duitsland           | 00                 |
| Roger Sanchez                | House                                     | Verenigde Staten    | 90, 00 en 10       |
| Room 5                       | House                                     | België              | 00                 |
| Ron van den Beuken           | Trance                                    | Nederland           | 00                 |
| Röyksopp                     | Electronic Music                          | Noorwegen           | 00                 |
| Rudimental                   | Drum-'n-bass                              | Verenigd Koninkrijk | 10                 |
| S                            |                                           |                     |                    |
| Safri Duo                    | ?                                         | Denemarken          | 00                 |
| Sash!                        | Eurodance                                 | Duitsland           | 90                 |
| Scissor Sisters              | Pop/house                                 | Verenigde Staten    | 00                 |
| Scooter                      | Happy Hardcore/rave/Jumpstyle             | Duitsland           | 90 en 00           |
| Shapeshifters                | House                                     | Verenigd Koninkrijk | 00                 |
| Shocksteady                  | Trance                                    | Nederland           | 00                 |
| Slam (band)                  | Techno                                    | Verenigd Koninkrijk | 90, 00 en 10       |
| Snap!                        | Eurodance                                 | Duitsland           | 90                 |
| Spiller                      | House                                     | Verenigd Koninkrijk | 00                 |
| Starstylers                  | ?                                         | Nederland           | 00                 |
| Supafly                      | ?                                         | Australië           | ?                  |
| Sven Maes                    | Trance                                    | België              | 00                 |
| Sweet Coffee                 | House                                     | België              | 00                 |
| Sylver                       | Vocal Trance                              | België              | 90 en 00           |
| T                            |                                           |                     |                    |
| T-Spoon                      | Eurodance                                 | Nederland           | 90                 |
| Tangerine Dream              | Electronic                                | Duitsland           | 80, 90 en 00       |
| Technotronic                 | Eurodance                                 | België              | 80 en 90           |
| Télépopmusik                 | Electronic                                | Frankrijk           | ?                  |
| The Future Sound of London   | House/Techno/Ambient                      | Verenigd Koninkrijk | 80 en 90           |
| The KLF                      | House                                     | Verenigd Koninkrijk | 80 en 90           |
| The Orb                      | House                                     | Verenigd Koninkrijk | 90, 00 en 10       |
| The Prodigy                  | Rave/Big Beat                             | Verenigd Koninkrijk | 90, 00 en 10       |
| Tricky                       | Triphop                                   | Verenigd Koninkrijk | 90, 00 en 10       |
| Tiefschwarz                  | Deep House/Techno                         | Duitsland           | 00                 |
| Tiësto                       | Trance                                    | Nederland           | 90, 00 en 10       |
| Tiga                         | Electro                                   | Canada              | 00                 |
| Tim Deluxe                   | House                                     | Verenigd Koninkrijk | 00 en 10           |
| U                            |                                           |                     |                    |
| Underworld                   | House/Techno                              | Verenigd Koninkrijk | 90, 00 en 10       |
| V                            |                                           |                     |                    |
| Vengaboys                    | Eurodance                                 | Nederland           | 90                 |
| Vitalic                      | Electro/Techno                            | Nederland           | 00 en 10           |
| W                            |                                           |                     |                    |
| Way Out West (band)          | Progressive                               | Verenigd Koninkrijk | 90, 00 en 10       |
| William Orbit                | Progressive/Ambient/Triphop               | Verenigd Koninkrijk | 90, 00 en 10       |
| Z                            |                                           |                     |                    |
| Zombie Nation                | Electro/Techno                            | Duitsland           | 90 en 00           |